# Ястшембянка
Ястшембянка (пол. Jastrzębianka (dopływ Białej), Kąśnianka) — гірська річка в Польщі, у Тарновському повіті Малопольського воєводства. Ліва притока Білої, (басейн Балтійського моря).

## Опис
Довжина річки 10 км, найкоротша відстань між витоком і гирлом — 8,35  км, коефіцієнт звивистості річки — 1,20 . Формується притоками, безіменними струмками та частково каналізована. Річка тече через Ценжковицько-Рожновський ландшафтний парк.

## Розташування
Бере початок на північних схилах пагорба Росулець (гора Ястшембя) (515 м) на Передгір'ї Рожковське на висоті 420 м над рівнем моря у селі Ястшембля (гміна Ценжковіце). Спочатку тече переважно на південний схід через Консьна-Гурна, далі тече на північний схід через Консьна-Дольну і на висоті 244,5 м над рівнем моря впадає у річку Білу, праву притоку Дунайця.

## Притоки
- Млинувка (права).

## Цікаві факти
- Річку перетинають туристичні шляхи, яки на мапі значаться кольором: жовтим (Росулець (515 м) — Ястшембя — Будзинь (396 м)), червоним (Ямна — Консьна-Гурна).[3]